# Commodore (Pennsilvània)
Commodore és una concentració de població designada pel cens dels Estats Units a l'estat de Pennsilvània. Segons el cens del 2000 tenia 337 habitants.

## Demografia
Segons el cens del 2000, Commodore tenia 337 habitants, 126 habitatges, i 102 famílies. La densitat de població era de 169 habitants per quilòmetre quadrat.
Dels 126 habitatges en un 42,9% hi vivien nens de menys de 18 anys, en un 50,8% hi vivien parelles casades, en un 23,8% dones solteres, i en un 18,3% no eren unitats familiars. En el 16,7% dels habitatges hi vivien persones soles l'11,9% de les quals corresponia a persones de 65 anys o més que vivien soles. El nombre mitjà de persones vivint en cada habitatge era de 2,67 i el nombre mitjà de persones que vivien en cada família era de 2,96.
Per edats la població es repartia de la següent manera: un 30% tenia menys de 18 anys, un 8,9% entre 18 i 24, un 26,1% entre 25 i 44, un 20,8% de 45 a 60 i un 14,2% 65 anys o més.
L'edat mediana era de 33 anys. Per cada 100 dones de 18 o més anys hi havia 74,8 homes.
La renda mediana per habitatge era de 29.063 $ i la renda mediana per família de 31.000 $. Els homes tenien una renda mediana de 23.281 $ mentre que les dones 17.500 $. La renda per capita de la població era de 9.502 $. Entorn del 13% de les famílies i el 18,8% de la població estaven per davall del llindar de pobresa.

## Poblacions més properes
El següent diagrama mostra les poblacions més properes.